# Катастрофа DC-9 в Форт-Уэрте
Катастрофа DC-9 в Форт-Уэрте — авиационная катастрофа, произошедшая 30 мая 1972 года. Авиалайнер McDonnell Douglas DC-9-14 авиакомпании Delta Air Lines выполнял тренировочный рейс DL9570 из Далласа в Форт-Уэрт и обратно, но во время второго захода на посадку в Форт-Уэрте попал в спутный след от другого самолёта (также выполнявшего тренировочный рейс) и врезался во взлётную полосу. Погибли все находившиеся на его борту 4 члена экипажа.

## Самолёт
McDonnell Douglas DC-9-14 (регистрационный номер N3305L, заводской 45700, серийный 011) был выпущен в 1965 году (первый полёт совершил 26 ноября; по другим данным — 14 ноября). В тот же день был передан авиакомпании Delta Air Lines. Оснащён двумя турбореактивными двигателями Pratt & Whitney JT8D-8. На день катастрофы налетал 18 998 часов.

## Экипаж
На борту самолёта находились 3 пилота и пилот-инструктор:
- Командир воздушного судна (КВС) — 35-летний Джордж Г. Грей (англ. George G. Gray). Опытный пилот, в авиакомпании Delta Air Lines проработал 5 лет и 4 месяца (с 3 января 1967 года). Имел квалификацию бортинженера. Управлял самолётом Douglas DC-8. В должности командира McDonnell Douglas DC-9 — со 2 октября 1971 года. Налетал свыше 5000 часов, 517 из них на DC-9.
- КВС-стажёр — 32-летний Франклин М. Кук (англ. Franklin M. Cook). Опытный пилот, в авиакомпании Delta Air Lines проработал 8 лет и 7 месяцев (с 28 октября 1963 года). Управлял самолётами Convair CV-240, CV-340 и CV-440, на момент катастрофы проходил квалификацию на второго пилота Douglas DC-8. Налетал свыше 7800 часов, 450 из них на DC-9.
- КВС-стажёр — 35-летний Джон М. Мартин (англ. John M. Martin). Опытный пилот, в авиакомпании Delta Air Lines проработал 7 лет и 3 месяца (с 28 февраля 1965 года). Также (как и КВС Грей) имел квалификацию бортинженера; на момент катастрофы также (как и КВС-стажёр Кук) проходил квалификацию на пилота Douglas DC-8. Налетал 6220 часов, 845 из них на DC-9.
- Пилот-инструктор — 38-летний Леон Р. Халл (англ. Leon R. Hull). Опытный пилот, в авиакомпании Delta Air Lines проработал 4 года и 1 месяц (с 22 апреля 1968 года). Управлял самолётами Convair CV-240, CV-340 и CV-440.

## Хронология событий
Рейс DL9570 вылетел из Далласа в 06:48 EDT и взял курс на Форт-Уэрт для тренировки захода самолёта DC-9 на посадку. Лайнером управляли КВС Грей и КВС-стажёр Кук; КВС-стажёр Мартин сидел на откидном кресле в кабине пилотов, а пилот-инструктор Халл находился на откидном кресле в хвостовой части самолёта.
Во время приближения к аэропорту Форт-Уэрта пилоты запросили заход на посадку по ILS на ВПП №13. Пилоты успешно произвели посадку и после чего вновь поднялись в воздух для повторения захода на посадку. Второй заход на посадку по ILS был прерван, после чего пилоты запросили посадку на ВПП №35 по VOR, чтобы после этого совершить круговой заход на посадку на ВПП №17. После этого экипаж запросил посадку по VOR на ВПП №13 после авиалайнера McDonnell Douglas DC-10 авиакомпании American Airlines (рейс AA1114), также выполнявшего тренировочный заход на посадку по ILS. Заход на посадку на взлётную полосу №13 был одобрен, однако пилоты получили предупреждение о возможном попадании в спутный след и сильной турбулентности. 
Во время захода на посадку, при приближении к торцу ВПП, за 11 секунд до катастрофы рейс DL9570 попал в спутный след от рейса AA1114 и начал крениться вправо. Экипаж предпринял попытку ухода на второй круг, однако это лишь усугубило ситуацию — лайнер потерял воздушную скорость и попал в режим сваливания. Когда правый крен достиг 90° и крыло приняло вертикальное положение, оно коснулось поверхности взлётной полосы и начало разрушаться; затем возник разворачивающий момент, и лайнер продолжал крениться вправо. В 07:24 EDT рейс DL9570 выполнил «полубочку» (летел шасси вверх), рухнул на ВПП и проскользил по ней 730 метров, после чего съехал с неё и загорелся. 
В катастрофе погибли все 4 члена экипажа — 3 погибли от телесных травм и 1 отравился дымом от пожара на месте катастрофы. 

## Расследование
Расследование причин катастрофы рейса DL9570 проводил Национальный совет по безопасности на транспорте (NTSB).
Окончательный отчёт расследования был опубликован 13 марта 1973 года. Согласно отчёту:

Попадание самолёта в спутный след предыдущего «тяжёлого» самолёта привело к временной потере управления во время заключительного этапа захода на посадку. Несмотря на то, что экипаж был предупреждён о возможной турбулентности, он не имел достаточно данных, чтобы избежать опасности или спутного следа. Существующие процедуры FAA по поводу правил визуальных полётов не давали указаний по предотвращению от попадания в спутный след в отличие от радарных векторов, которые давали эту информацию.
Оригинальный текст (англ.)An encounter with a trailing vortex generated by a preceding «heavy» jet which resulted in an involuntary loss of control of the airplane during final approach. Although cautioned to expect turbulence, the crew did not have sufficient information, to evaluate accurately the hazard or the possible location of the vortex. Existing FAA procedures for controlling VFR flight did not provide the same protection from a vortex encounter, as was provided to flights being given radar vectors in either IFR, or VFR conditions.